# ブレンバーテ・ディ・ソプラ
ブレンバーテ・ディ・ソプラ（伊: Brembate di Sopra  ( 音声ファイル)）は、イタリア共和国ロンバルディア州ベルガモ県にある、人口約7,900人の基礎自治体（コムーネ）。

## 地理

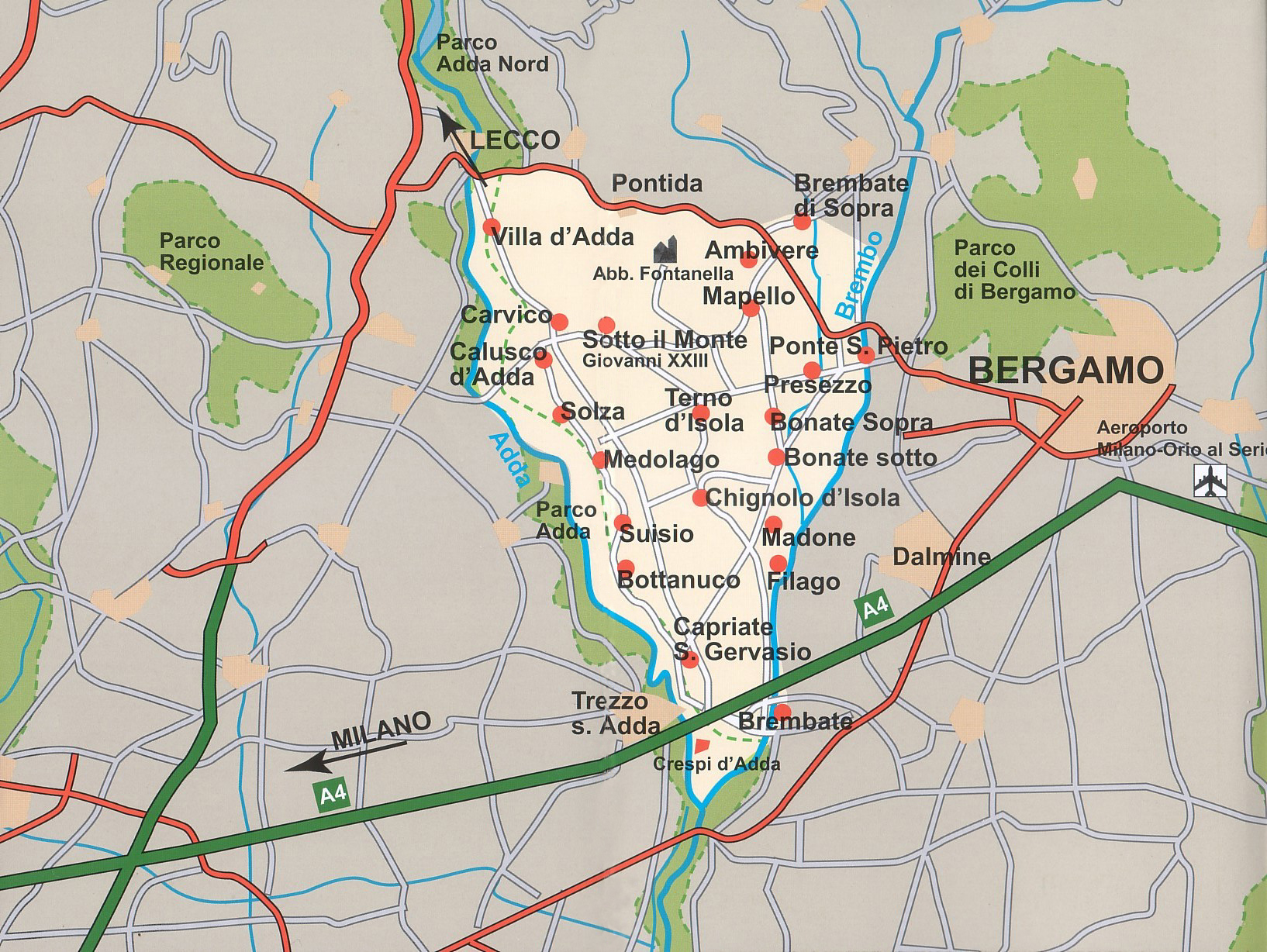
イーゾラ・ベルガマスカ地方

### 位置・広がり
ベルガモ県西部、イーゾラ・ベルガマスカ地方のコムーネ。県都ベルガモから西北西へ8km、州都ミラノから北東へ41kmの距離にある。

#### 隣接コムーネ
隣接するコムーネは以下の通り。
- アルメンノ・サン・バルトロメーオ
- バルザーナ
- マペッロ
- ポンテ・サン・ピエトロ
- ヴァルブレンボ

### 地震分類
イタリアの地震リスク階級 (it) では、3 に分類される
。

## 姉妹都市
- Ostrów Mazowiecka、ポーランド